# Karl Waldmann (Fußballspieler)
Karl Waldmann (* 3. Mai 1935 in Münster, Hessen; † 24. Februar 2021 in Asbach (Modautal), Hessen) war ein deutscher Fußballspieler auf der Position eines Verteidigers. Für Kickers Offenbach absolvierte der Abwehrspieler in der erstklassigen Fußball-Oberliga Süd von 1955 bis 1963 insgesamt 106 Ligaspiele (1 Tor) und stand mit den Kickers 1959 im Finale um die deutsche Fußballmeisterschaft.

## Laufbahn
Waldmann begann seine fußballerische Laufbahn bei seinem Heimatverein SV 1919 Münster, mit dessen A-Jugendmannschaft er 1952 Bezirksmeister wurde.
1955 wurde Waldmann von Kickers Offenbach verpflichtet, bei denen er bis 1963 unter Vertrag stand. Sein größter Erfolg mit den Kickers war das Erreichen des Endspiels um die deutsche Meisterschaft 1959, das gegen den Erzrivalen und Nachbarn Eintracht Frankfurt mit 3:5 nach Verlängerung verloren wurde. Sein Oberligadebüt unter Trainer Paul Oßwald gab er am 30. Oktober 1955 bei einer 2:3-Auswärtsniederlage bei Jahn Regensburg. Ab der Saison 1957/58 gehörte er dem engeren Kreis des Ligateams an, ab 1958/59 war er Stammspieler. Nach der Südvizemeisterschaft 1959 hinter Eintracht Frankfurt, Waldmann hatte 27 Ligaspiele in dieser Saison absolviert, gelang ihm zusammen mit seinen Mannschaftskameraden ein beeindruckender Auftritt in der Gruppenphase um die deutsche Meisterschaft. Gegen die Gruppengegner Hamburger SV (3:2, 0:1), Tasmania 1900 Berlin (2:2, 3:2) und Westfalia Herne (4:1, 2:1) glückte der Einzug in das Finale um die deutsche Meisterschaft. Mit der Standarddefensive mit Torhüter Walter Zimmermann, dem Verteidigerpaar Waldmann und Alfred Schultheis und der Läuferreihe Heinz Lichtl, Helmut Sattler und Ernst Wade im damals gebräuchlichen WM-System hatte man erfolgreich die erste fünf Gruppenspiele bestritten. Beim Heimerfolg gegen Tasmania 1900 – in den letzten drei Minuten wurde ein 0:2-Rückstand zum Erfolg umgebogen – wurde Abwehrchef Sattler vom Platz gestellt und war damit im Finale gesperrt.
Das Finale im Berliner Olympiastadion vor 75.000 Zuschauern fand gegen den Lokalrivalen Eintracht Frankfurt statt. Zur Halbzeit stand es 2:2, in der Verlängerung setzte sich die Eintracht mit ihrem Angriff mit Richard Kreß, István Sztani, Eckehard Feigenspan, Dieter Lindner und Alfred Pfaff mit 5:3 durch. Das letzte Oberligaspiel bestritt Waldmann am 5. Mai 1963 bei einem Nachholspiel gegen den VfB Stuttgart (1:1).

## Erfolge
- Deutscher Vizemeister: 1959